# Okno życia

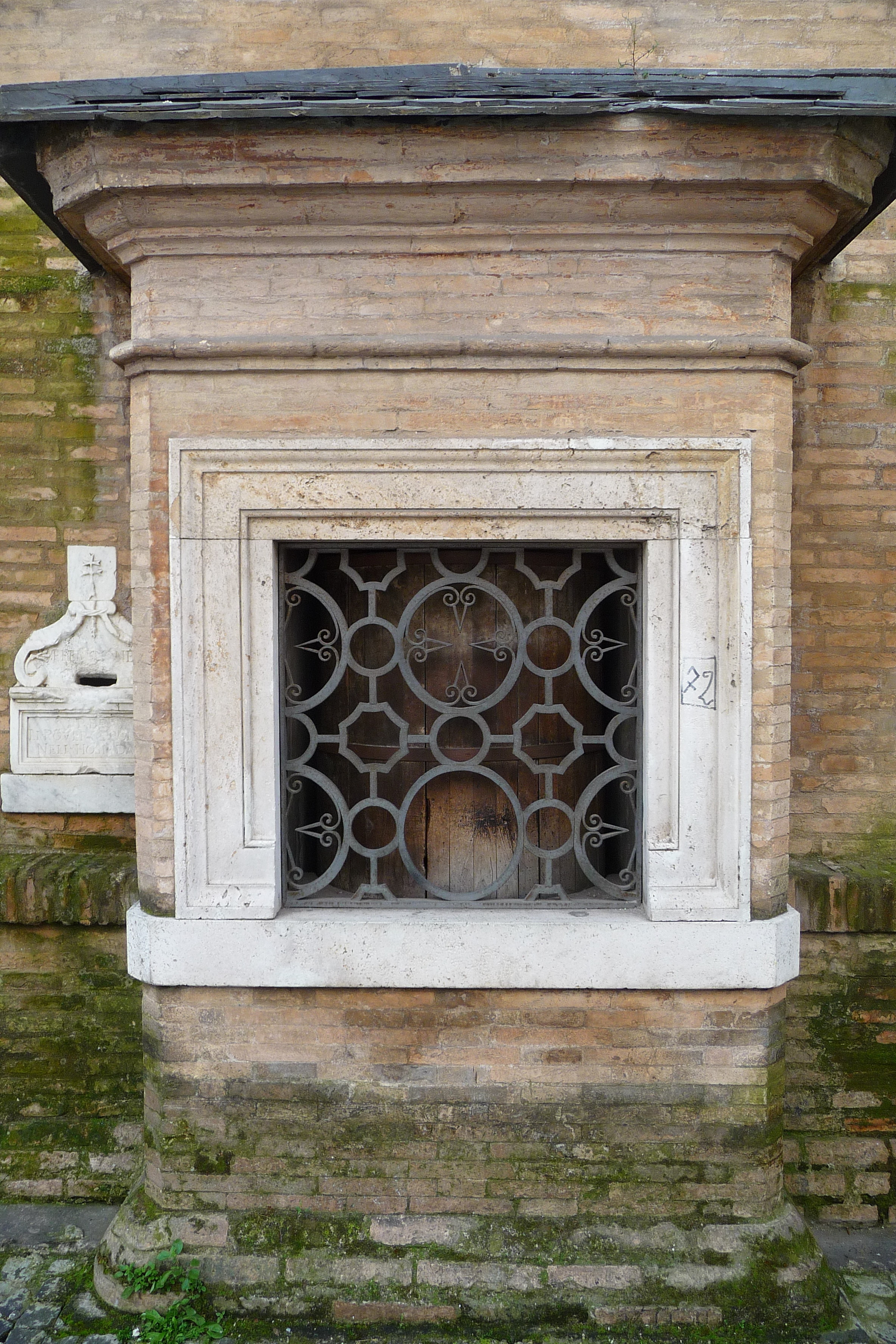
Najstarsze okno życia (Santo Spirito in Sassia)

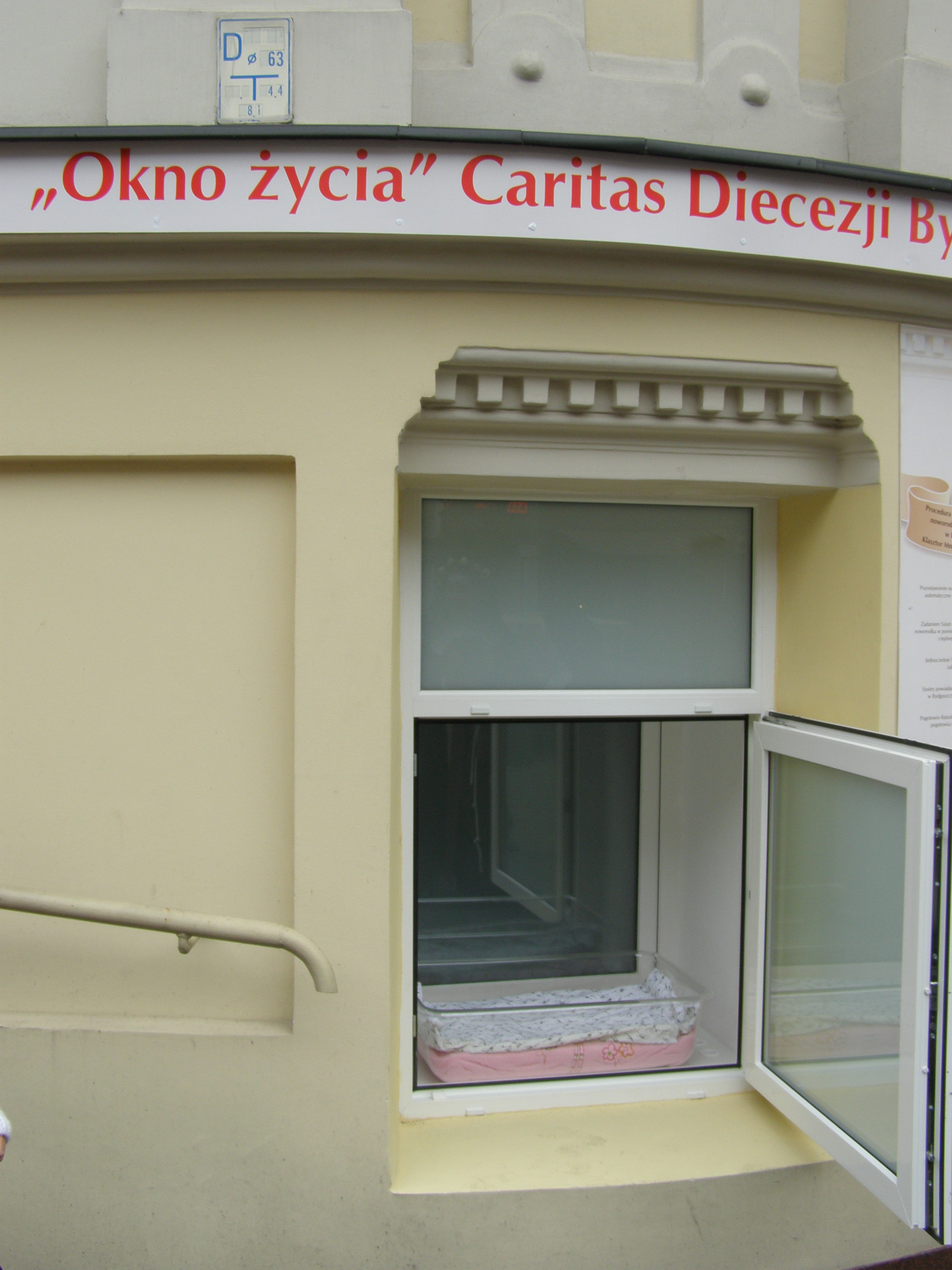
Współczesne okno życia (klaryski w Bydgoszczy)

Okno życia – specjalnie przygotowane miejsce, umożliwiające rodzicom, którzy nie mogą lub nie chcą opiekować się noworodkiem, anonimowe, bezpieczne pozostawienie go w nim.
Idea systemowej ochrony podrzutków stosowana była już w średniowieczu. Najstarsze zachowane okno życia pochodzi z 1198 i znajduje się w Rzymie przy powstałym z inicjatywy papieża Innocentego III szpitalu Ducha Świętego (Santo Spirito in Sassia).

## Sytuacja w Polsce
Pierwsze współczesne okno życia w Polsce otwarto 19 marca 2006 u sióstr nazaretanek w Krakowie przy ul. Przybyszewskiego 39 i oznaczono herbem Jana Pawła II oraz logo Caritas.  Okna Życia są prowadzone przez różne instytucje: to najczęściej szpitale, zakony, czy domy samotnej matki. Caritas Polska prowadzi 61 takich miejsc w całej Polsce. Do końca kwietnia 2021 w oknach życia prowadzonych przez Caritas znaleziono ponad 110 dzieci.  Natomiast do maja 2016  poprzez 60 otwartych wówczas okien życia przyjęto 94 noworodki.
Okna życia są otwierane z zewnątrz, ogrzewane i wentylowane z odpowiednim miejscem dla noworodka. Po otwarciu uruchamia się sygnalizacja alarmująca dyskretnie opiekunki, zazwyczaj siostry zakonne. Noworodek umieszczany jest w inkubatorze do czasu przyjazdu karetki, która zabiera go do szpitala, gdzie przechodzi badania, a następnie kierowany jest do pogotowia rodzinnego. Równolegle uruchamiane są procedury nadania tożsamości i adopcyjna. Dzieci z okna mogą prędko trafić do adopcji, a w czasie procedury adopcyjnej – dzięki zgodzie sądu na preadopcję – przebywać już w nowej rodzinie, co zapobiega chorobie sierocej. Przez 6 tygodni biologiczna matka może zmienić decyzję i zgłosić się po dziecko – wtedy musi przedstawić dowody, które potwierdzają, że to ona urodziła noworodka – z reguły przeprowadza się w takich przypadkach badania DNA.
W 2015 Komitet Praw Dziecka ONZ wyraził głębokie zaniepokojenie brakiem regulacji prawnych i rosnącą liczbą okien życia w Polsce, umożliwiających anonimowe porzucanie dzieci. Zdaniem Komitetu stanowi to naruszenie m.in. art. 6–9 i 19 Konwencji o prawach dziecka. Komitet wezwał Polskę do zakazania korzystania z okien życia, wzmocnienia rozwiązań alternatywnych oraz rozważenia możliwości – jako środka ostatecznego – anonimowego porodu w szpitalu.

## Lista okien życia w Polsce
| Lp. | Miasto               | Ulica                             | Miejsce                                                                                             | Data otwarcia        |
| --- | -------------------- | --------------------------------- | --------------------------------------------------------------------------------------------------- | -------------------- |
| 1   | Białystok            | ul. Orla 6a                       | Dom Dziecka nr 1                                                                                    | 7 maja 2009          |
| 2   | Bielsko-Biała        | ul. ks. Brzóski 3A                | Dom Matki i Dziecka przy Diecezjalnym Ośrodku Wspierania Rodziny                                    | 14 kwietnia 2009     |
| 3   | Bydgoszcz            | ul. Gdańska 56                    | Mniszki Klaryski                                                                                    | 8 września 2009      |
| 4   | Bydgoszcz            | ul. Łowicka 68                    | Rodzinny Dom Dziecka                                                                                | 11 września 2019     |
| 5   | Częstochowa          | ul. św. Kazimierza 1              | Zgromadzenie Sióstr Służebniczek NMP                                                                | 28 grudnia 2008      |
| 6   | Elbląg               | ul. Bema 2                        | Klasztor Klarysek Od Wiecznej Adoracji                                                              | 27 marca 2015        |
| 7   | Ełk                  | ul. Wojska Polskiego 45           | Dom św. Faustyny „Pomocna Dłoń”                                                                     | 25 marca 2009        |
| 8   | Gdańsk               | ul. Matemblewska 67               | Diecezjalny Dom Samotnej Matki                                                                      | 25 marca 2009        |
| 9   | Giżycko              | ul. Staszica 13                   | Dom Św. Faustyny „Wielkie Serce”                                                                    | 25 marca 2010        |
| 10  | Gliwice              | ul. Górnych Wałów 21              | Siostry Notre Dame                                                                                  | 8 grudnia 2009       |
| 11  | Głogów               | ul. Kościuszki 15                 | Głogowski Szpital Powiatowy sp. z o.o.                                                              | 24 marca 2017        |
| 12  | Gniezno              | ul. Lecha 11                      | Dom Sióstr Szarytek                                                                                 | 26 marca 2012        |
| 13  | Goleniów             | ul. Nowogardzka 2                 | Szpitalne Centrum Medyczne w Goleniowie                                                             | 26 marca 2012        |
| 14  | Gorzów Wielkopolski  | ul. Wyszyńskiego 169              | Zgromadzenie Sióstr Jezusa Miłosiernego                                                             | 15 października 2009 |
| 15  | Grudziądz            | ul. Mikołaja z Ryńska 9/15        | Zgromadzenie Sióstr św. Elżbiety                                                                    | 14 czerwca 2009      |
| 16  | Kalisz               | ul. Harcerska 1                   | Zgromadzenie Najświętszej Rodziny z Nazaretu                                                        | 19 marca 2009        |
| 17  | Kartuzy              | ul. Gdańska 12                    | Zgromadzenie Sióstr św. Wincentego à Paulo                                                          | 11 lutego 2014       |
| 18  | Katowice             | ul. Leopolda 1                    | Zgromadzenie Sióstr św. Jadwigi                                                                     | 25 marca 2009        |
| 19  | Katowice             | ul. Piotrowicka 68                | Klinika Epione i Caritas archidiecezji katowickiej                                                  | 2009                 |
| 20  | Kętrzyn              | ul. Zamkowa 4                     | Zgromadzenie Sióstr Misjonarek Świętej Rodziny                                                      | 30 maja 2011         |
| 21  | Kłodzko              | ul. Wandy                         | Służebniczki Śląskie                                                                                | 25 marca 2010        |
| 22  | Kielce               | pl. NMP 1                         | Zgromadzenie Sióstr św. Rodziny z Nazaretu                                                          | 25 marca 2009        |
| 23  | Konin                | ul. Staszica 17                   | Sekcja Poradnictwa Rodzinnego i Interwencji Kryzysowej Miejskiego Ośrodka Pomocy Rodzinie w Koninie | 8 stycznia 2009      |
| 24  | Koszalin             | ul. Wojska Polskiego 13           | Stowarzyszenie Wspólnota Dzieci Łaski Bożej                                                         | 17 czerwca 2009      |
| 25  | Kraków               | ul. Przybyszewskiego 39           | Zgromadzenie Najświętszej Rodziny                                                                   | 19 marca 2006        |
| 26  | Kraków               | ul. Na Skarpie 66                 | Szpital Specjalistyczny im. Stefana Żeromskiego                                                     | 2012                 |
| 27  | Kutno                | ul. Wyszyńskiego 3                | Zgromadzenie Sióstr Pasjonistek św. Pawła od Krzyża                                                 | 29 listopada 2009    |
| 28  | Legionowo            | ul. Schabowskiego 4               | Zgromadzenie Sióstr Urszulanek Maryi Panny Niepokalanej z Gandino                                   | 30 września 2015     |
| 29  | Legnica              | ul. Poselska 14-16                | Caritas diecezji legnickiej                                                                         | 25 marca 2010        |
| 30  | Lubawa               | ul.Spichlerzowa 14, 14-260        | Stowarzyszenie im św. Józefa                                                                        | 22 maja 2018         |
| 31  | Lublin               | ul. Lędzian 49                    | Lubelskie Hospicjum dla Dzieci im. Małego Księcia                                                   | 8 grudnia 2021       |
| 32  | Łomża                | ul. Dworna 32                     | Opactwo Sióstr Benedyktynek                                                                         | 6 września 2010      |
| 33  | Łódź                 | ul. Sterlinga 13                  | Szpital im. Rydygiera                                                                               | styczeń 2007         |
| 34  | Łódź                 | ul. Obywatelska 60                | Siostry Urszulanki                                                                                  | 19 marca 2010        |
| 35  | Mikołów              | ul. Gliwicka 366                  | Caritas archidiecezji katowickiej                                                                   | 2 sierpnia 2012      |
| 36  | Nowy Sącz            | ul. Długosza 53                   | Zgromadzenie Sióstr św. Feliksa                                                                     | 25 marca 2009        |
| 37  | Olsztyn              | ul. Wyszyńskiego 11               | Dom parafii Chrystusa Odkupiciela                                                                   | 15 czerwca 2009      |
| 38  | Ostrów Wielkopolski  | ul. Gimnazjalna 13                | Zgromadzenie Sióstr św. Elżbiety                                                                    | 8 grudnia 2015       |
| 39  | Ostrołęka            | ul. Szwedzka 2a                   | Zgromadzenie Sióstr Miłosierdzia św. Wincentego a’ Paulo                                            | 31 maja 2014         |
| 40  | Ostrzeszów           | ul. Leśna 5                       | Przedszkole Sióstr Nazaretanek                                                                      | 25 marca 2015        |
| 41  | Piekary Śląskie      | ul. Przyjaźni 229                 | Dom Sióstr Boromeuszek                                                                              | 15 marca 2009        |
| 42  | Piotrków Trybunalski | al. Armii Krajowej 19             | Zgromadzenie Córek Maryi Wspomożycielki Wiernych                                                    | 12 września 2009     |
| 43  | Płock                | Stary Rynek 14                    | Zgromadzenie Sióstr Matki Bożej Miłosierdzia                                                        | 25 marca 2009        |
| 44  | Poznań               | ul. Swoboda 59                    | Centrum Wspierania Rodzin „Swoboda”                                                                 | 25 marca 2009        |
| 45  | Przasnysz            | ul. Sadowa 9                      | Szpital im. dr. Wojciecha Oczko                                                                     | 23 kwietnia 2021     |
| 46  | Radom                | ul. Struga 31                     | Zgromadzenie Sióstr Matki Bożej Miłosierdzia                                                        | 3 czerwca 2009       |
| 47  | Rzeszów              | ul. Nizinna 30                    | Dom Dziecka „Mieszko”                                                                               | 24 grudnia 2007      |
| 48  | Rzeszów              | ul. ks. Józefa Sondeja 7          | Dom Samotnej Matki                                                                                  | 25 marca 2009        |
| 49  | Sandomierz           | ul. Opatowska 10                  | Zgromadzenie Sióstr Miłosierdzia                                                                    | 25 marca 2009        |
| 50  | Siedlce              | ul. Daszyńskiego 10               | Dom dziecka „Dom pod kasztanami”                                                                    | 10 czerwca 2011      |
| 51  | Słupsk               | ul. Hubalczyków 1                 | Wojewódzki Szpital Specjalistyczny im. Janusza Korczaka                                             | 8 czerwca 2014       |
| 52  | Sopot                | ul. Aleja Niepodległości 632      | Dom Hospicyjny Caritas im. św. Józefa                                                               | 17 czerwca 2015      |
| 53  | Sosnowiec            | ul. Kierocińskiej 25              | Klasztor Karmelitanek Dzieciątka Jezus w Sosnowcu                                                   | 29 września 2009     |
| 54  | Starachowice         | ul. Radomska 70                   | Szpital Miejski                                                                                     | kwiecień 2007        |
| 55  | Starogard Gdański    | ul. Lubichowska 56                | Parafia Miłosierdzia Bożego                                                                         | 15 kwietnia 2012     |
| 56  | Suwałki              | ul. Emilii Plater 2               | Zgromadzenie Sióstr św. Teresy od Dzieciątka Jezus                                                  | 28 grudnia 2009      |
| 57  | Szczecin             | ul. Królowej Korony Polskiej 28   | Wspólnota Sióstr Uczennic Krzyża                                                                    | 16 października 2009 |
| 58  | Świdnica             | ul. Piekarska 2-4                 | Przedszkole Publiczne Sióstr Prezentek                                                              | 7 maja 2010          |
| 59  | Tarnobrzeg           | ul. Jędrusiów 16                  | Parafia Matki Bożej Nieustającej Pomocy w Tarnobrzegu                                               | 11 lutego 2009       |
| 60  | Tarnów               | ul. Mościckiego 34                | Zgromadzenie Sióstr Józefitek                                                                       | 19 marca 2009        |
| 61  | Toruń                | ul. Rabiańska 2                   | Dom Prowincjonalny Zgromadzenia Sióstr św. Elżbiety                                                 | 26 lipca 2009        |
| 62  | Warszawa             | ul. Hoża 53                       | Zgromadzenie Sióstr Franciszkanek Rodziny Maryi                                                     | 6 grudnia 2008       |
| 63  | Warszawa             | ul. ks. Kłopotowskiego 18         | Zgromadzenie Sióstr Matki Bożej Loretańskiej                                                        | 25 marca 2009        |
| 64  | Wieluń               | ul. Szkolna 4                     | Zgromadzenie Sióstr Opieki Społecznej św. Antoniego                                                 | 25 marca 2010        |
| 65  | Włocławek            | ul. Orla 9 / ul. Wojska Polskiego | Zgromadzenie Sióstr Wspólnej Pracy od Niepokalanej Maryi                                            | 25 marca 2011        |
| 66  | Wrocław              | ul. Rydygiera 22-28               | Kongregacja Sióstr Miłosierdzia św. Karola Boromeusza                                               | 23 września 2009     |
| 67  | Zamość               | ul. Żdanowska 12                  | Zgromadzenie Sióstr Franciszkanek Misjonarek Maryi                                                  | 5 czerwca 2009       |
| 68  | Zielona Góra         | pl. Powstańców Wlkp 4             | Zgromadzenie Sióstr św. Elżbiety                                                                    | 24 marca 2009        |
| 69  | Żary                 | ul. B. Domańskiego 2              | 105. Kresowy Szpital Wojskowy w Żarach                                                              | 1 czerwca 2016       |
| 70  | Jaworzno             | ul. Jaworznicka 35                | Przychodnia PRO-FAMILIA-MED                                                                         | 1 października 2016  |
| 71  | Jastrzębie-Zdrój     | Al. Jana Pawła II 7               | Wojewódzki Szpital Specjalistyczny nr 2 w Jastrzębiu Zdroju                                         | 3 czerwca 2012       |